# Хаснат Хан
Хаснат Ахмад Хан FRCS ( урду حسنات احمد خان; народився 1 квітня 1958) — британсько-пакистанський кардіохірург. Найбільш відомий своїми романтичними стосунками з Діаною, принцесою Уельською, з 1995 по 1997 рік.

## Молодість і освіта
Хан народився 1 квітня 1958 року в місті Джелам, провінція Пенджаб, Пакистан, в родині Мохманда Пуштуна.  Він найстарший із чотирьох дітей. Його батько, Рашид Хан, випускник Лондонської школи економіки, керував скляним заводом. Хаснат Хан є далеким двоюрідним братом Імрана Хана, колишнього прем'єр-міністра Пакистану.

## Кар'єра
До 1991 року він працював у Сіднеї, Австралія, потім - в Лондоні .   З 1995 по 1996 рік він працював у Королівській лікарні Бромптон у Лондоні, а потім в Лондонській грудній лікарні. У 2000 році він працював у лікарні Святого Барта, після чого служив у лікарні Гарфілд. У листопаді 2007 року він пішов у відставку і став очолювати кардіологічний госпіталь у Малайзії. Від серпня 2013 року Хан працює кардіоторакальним хірургом-консультантом у лікарні Базілдонського університету.

## Особисте життя

### Стосунки з принцесою Уельською
У Хана були дворічні стосунки з Діаною, принцесою Уельською, яка, як кажуть, описувала його як "містер Чудовий". У травні 1996 року Діана відвідала сім'ю Ханів в Лахорі.  За словами дворецького Діани Пола Баррелла, який, даючи свідчення в 2008 році, сказав, що принцеса описала Хана як свою споріднену душу. Діана припинила стосунки в липні 1997 року. 
Повідомляється, що друзі Діани описували Хасната «коханням її життя» і говорили про її страждання, коли їхні стосунки закінчились. Однак він, як кажуть, стримано говорить про те, як багато він міг означати для неї, або навіть скільки вона для нього значила. Хан був присутній на церемонії похорону Діани у Вестмінстерському абатстві у вересні 1997 року.  
У 2004 році кардіохірург сказав поліції, що він сумнівався, що вона була вагітна, коли померла, оскільки вона завжди приймала протизаплідні таблетки. У березні 2008 року Хан сказав лорду-судді Скотту Бейкеру у письмовій заяві про розслідування смерті Діани, що їхні стосунки почалися наприкінці літа 1995 року, і хоча вони говорили про одруження, він вірив, що він вважатиме неминучою увагу ЗМІ. Хан також сказав, що вважає автокатастрофу, яка спричинила смерть Діани, трагічною випадковістю. 

### Шлюб
У травні 2006 року Хан одружився з 28-річною Хадією Шер Алі в Пакистані, яка походила з афганської королівської сім'ї.  У липні 2008 року Хан і Алі подали заяву на розлучення в місцеву арбітражну раду Ісламабада. Зараз Хаснат Хан одружений з Сомою Сохайл. 

## У ЗМІ
Стосунки між Ханом і Діаною, принцесою Уельською, зображені у фільмі «Діана» (2013), знятому режисером Олівером Гіршбігелем за мотивами книги Кейт Снелл «Діана: її останнє кохання» (2001).  Хана грає Навін Ендрюс, а Діану — Наомі Воттс.
У п'ятому сезоні «Корони» Хана зіграв пакистанський актор Хумаюн Саїд.